# Solomon Kane
Solomon Kane é um personagem fictício criado pelo escritor Robert E. Howard. Puritano, Salomon Kane, do final do século XVI a princípios do século XVII, é um homem de aparência sombria que vagueia pelo mundo sem nenhum objetivo aparente, a não ser subjugar o mal em todas as suas formas. Suas aventuras, publicadas principalmente na revista Weird Tales, muitas vezes o levam da Europa para as selvas da África e vice-versa.
Suas aventuras, das nove no total, sete foram publicadas na revista pulp Weird Tales entre 1928 à 1932 e duas foram publicadas postumamente; e após a década de 1970, adaptado para as histórias em quadrinhos na revista Monsters Unleashed da Marvel Comics. Algumas histórias envolvendo o personagem eram apresentadas na revista Savage Sword of Conan, e em uma delas, Salomão chega a confrontar o Conde Drácula.
Howard o descreveu como um homem alto, sombrio, de pele clara, rosto magro e olhos frios, tudo sombreado por um chapéu desleixado. Ele está vestido inteiramente de preto e seu armamento geralmente consiste de uma rapieira, um punhal e um punhado de pistolas de pederneira. Durante uma de suas aventuras posteriores, seu amigo N'Longa, um xamã africano, deu a ele uma equipe de juju que servia de proteção contra o mal, mas que podia facilmente ser usada como arma. É revelado em outra história, "The Footfalls Within", que esta é mítico cajado de Salomão, um talismã mais antigo que a Terra e inimaginavelmente poderoso, muito mais do que N'Longa sabia. Na mesma aventura com N'Longa, Kane também é visto usando um mosquete.
Quando Weird Tales publicou a história "Red Nails", com Conan, o Bárbaro, os editores o apresentaram como um conto de "um aventureiro bárbaro chamado Conan, notável por sua pura força de bravura e força bruta. Seu autor, Robert E. Howard, já é um favorito entre os leitores desta revista por suas histórias de Solomon Kane, o severo puritano inglês e redentor de erros ".